# W Ursae Majoris
W Ursae Majoris är en förmörkelsevariabel av W Ursae Majoris-typ (EW/KW), dvs stjärnan är prototyp-stjärna för variabelkategorin. Den befinner sig i stjärnbilden Stora björnen och varierar mellan magnitud +7,75 och 8,48 med en period av 0,33363749 dygn eller 8,0 timmar.
W Ursae Majoris-variabler är dubbelstjärnor som befinner sig i nära kontakt och därmed kommer att dela material med varandra. De är av spektraltyperna A, F, G och K. Variabeltypen indelas huvudsakligen i två undergrupper, A-typ och W-typ. A-typen består av dubbelstjärnor som är hetare än solen, av spektraltyp A eller F och variationer av ljusstyrkan på 0,4 – 0,8 dygn.  W-typen är kallare stjärnor av spektraltyp G eller K och kortare period, 0,22 – 0,4 dygn.
På senare år har ytterligare två undertyper klassificerats, B- typ och H-typ.